# Félelem és reszketés Las Vegasban (regény)
A Félelem és reszketés Las Vegasban: Őrült utazás az Amerikai Álom fellegvárában (Fear and Loathing in Las Vegas: A Savage Journey to the Heart of the American Dream) című regényt Hunter S. Thompson írta, az illusztrációkat Ralph Steadman készítette 1971-ben. A történetben a főhős, Raoul Duke és ügyvéde, dr. Gonzo az „amerikai álom” nyomában Las Vegasba utazik, ahol Duke és Gonzo személye Thompsont magát és chicano ügyvédjét, Oscar Zeta Acostát mintázza.
A könyv alapötlete Thompson tudósítása nyomán alakult ki a Mint 400 motokrossz futamról, ahonnan a Sports Illustrated magazin számára kellett képaláírásokat készítenie. Mielőtt felkérték volna, hogy a versenyről tudósítson, Thompson Los Angelesben tartózkodott, ahonnan Reuben Salazar meggyilkolásáról és az azt követő etnikai villongásokról tudósított. Acosta a chicano közösség közismert figurája volt, és mint ilyen, Thompson történetének természetes forrása lett. Akkoriban nehéz volt rávenni egy spanyolajkút, hogy nyíltan beszéljen egy fehér bőrű újságírónak Los Angeles feszült légkörében, így Thompson és Acosta úgy döntött, hogy Las Vegasba utaznak, ahol kényelmesebb körülmények között megírhatják a történetet.
Így egy 2500 szavas képaláírási munkából a Rolling Stone magazin 1971. novemberi számába egy regény hosszúságú publikáció készült, amely a Fear and Loathing (Félelem és reszketés) címet viselte. A regényt a The New York Times a „kábulat évtizedének legjobb könyve” jelzővel hirdette, Tom Wolfe pedig a „korszak égető szenzációjának” nevezte.
A nagy cápavadászat című könyvében Thompson úgy látja a Félelem és reszketés-t, mint a gonzó újságírás egy meghiúsult kísérletét, a gerilla tudósítói stílusét, amelyet egész életében hirdetett, és amiért folyamatosan síkra szállt. Állítólag William Faulkner mondta egyszer, hogy a „legjobb fikció sokkal igazabb az újságírás bármely formájánál és a legjobb újságírók ezt jól tudják”, vegyíti a történetmesélést, a fikciót és a hagyományos újságírást.
A könyv a hatvanas évek radikális szerveződéseit és drogkultúráját helyezi társadalomtörténeti összefüggésekbe. Feltárja és bemutatja a nyomasztó tényt, hogy 1971 fordulópont volt a hippik és az amerikai drogkultúra szempontjából, ez volt az év, amikor az előző évtized ártatlansága és derűlátása cinizmusba fordult.

## Magyarul
- Félelem és reszketés Las Vegasban. Őrült utazás az Amerikai Álom fellegvárában (ford. Vágvölgyi B. András, Narancs Könyvek, 1993) ISBN 963-7840-92-3
- Félelem és reszketés Las Vegasban. Őrült utazás az amerikai álom fellegvárában; ford. Vágvölgyi B. András; 2. jav. kiad.; Új Mandátum, Bp., 1999
- Félelem és reszketés Las Vegasban. Veszett utazás az amerikai álom kellős közepébe; ford. Pritz Péter; Cartaphilus., Bp., 2011 (Filmregények)

## Film
A könyvből Terry Gilliam készített filmet, melyet 1998. május 22-én mutattak be. Raoul Duke szerepében Johnny Depp, dr. Gonzo szerepében Benicio del Toro látható.